# 短唇列当
短唇列当（学名：Orobanche major）为列当科列当属下的一个种。

## 扩展阅读
- 維基物種上的相關：短唇列当